# 黒沢惟昭
黒沢 惟昭（くろさわ のぶあき、1938年10月25日 - ）は、日本の教育学者。東京学芸大学教育学部教授、財団法人神奈川県高等学校教育会館教育研究所代表等を経て、中国東北師範大学名誉教授。

## 来歴
長野県長野市生まれ。1965年一橋大学社会学部卒業。高島善哉や鈴木秀勇の指導を受けた。1969年東京大学大学院教育学研究科博士課程単位取得満期退学。指導教官は宮原誠一。2010年「現代に生きるグラムシ 市民的ヘゲモニーの思想と現実」で一橋大学より博士（社会学）の学位を取得。審査員加藤哲郎、関啓子、平子友長。
1969年本州大学（現長野大学）経済学部専任講師、1972年助教授。神奈川大学外国語学部教授を経て、2001年に東京学芸大学教育学部教授を定年退官。山梨学院大学大学院社会科学研究科教授、同大学生涯学習センター長を経て、2007年から長野大学に戻り、社会福祉学部教授。2008年東北師範大学名誉教授。2011年長野大学定年退職。
この間、東京大学、京都大学、新潟大学、山形大学、信州大学等で非常勤講師を務めた。日本社会教育学会名誉会員。公益財団法人川崎市生涯学習財団評議員。

## 著書
- 『疎外と教育』新評論 1980
- 『国家と道徳・教育 物象化事象を読む』青弓社 1989
- 『グラムシと現代日本の教育』社会評論社 1991
- 『市民社会と生涯学習 自分史のなかに「教育」を読む』明石書店 1999
- 『国家・市民社会と教育の位相 疎外・物象化・ヘゲモニーを磁場にして』御茶の水書房 2000
- 『疎外と教育の思想と哲学』理想社 2001
- 『教育改革の言説と子どもの未来 教育学と教育運動の間』明石書店 2002
- 『人間の疎外と市民社会のヘゲモニー 生涯学習原理論の研究』大月書店 2005
- 『現代に生きるグラムシ 市民的ヘゲモニーの思想と現実』大月書店 2007
- 『アントニオ・グラムシの思想的境位 生産者社会の夢・市民社会の現実』社会評論社 2008
- 『生涯学習と市民社会 自分史から読み解く「教育学」の原点』福村出版 2008
- 『生涯学習とアソシエーション 三池、そしてグラムシに学ぶ』社会評論社 2009
- 『生涯学習論の磁場 現代市民社会と教育学の構想』社会評論社 2011
- 『東北アジア共同体の研究 平和憲法と市民社会の展開』明石書店 明石ライブラリー 2013
- 『人間の疎外と教育 教育学体系論への前哨』社会評論社 2013

### 共編著
- 『続・日本文化』湯田豊共著 神奈川新聞社出版局 1986 神奈川大学人文学研究叢書
- 『生涯学習時代の社会教育』編著 明石書店 1992
- 『グラムシと現代世界 20世紀を照らす思想の磁場』片桐薫共編 社会評論社 1993
- 『生涯学習時代の人権』森山沾一共編 明石書店 1995
- 『教育総研理論講座・21世紀を拓く教育 第3巻　教育の未来をつくる』鎌倉孝夫共編 明石書店 1996
- 『苦悩する先進国の生涯学習』佐久間孝正共編著 社会評論社 1996
- 『生涯教育入門 学ぶということ・知るということ』長浜功共著 明石書店 1997
- 『生涯学習と人権 理論と課題』上杉孝實共編著 明石書店 1999
- 『学校選択の自由化をどう考えるか』池上洋通,久冨善之共著 大月書店 2000
- 『現代中国と教師教育 日中比較教育研究序説』張梅共著 明石書店 2000
- 『世界の教育改革の思想と現状』佐久間孝正共編 理想社 2000

### 翻訳
- ジョージ・J.アンドレオポーロス,リチャード・ピエール・クロード編著『世界の人権教育 理論と実践』監訳 明石書店 1999
- ノルベルト・ボッビオ『グラムシ思想の再検討 市民社会・政治文化・弁証法』小原耕一,松田博共訳　御茶の水書房 2000
- ピーター・ジャービス『国家・市民社会と成人教育 生涯学習の政治学に向けて』永井健夫共監訳　明石書店　明石ライブラリー 2001